# Kompetenzzentrum Militärmusik
Das Kompetenzzentrum Militärmusik (Komp Zen Mil Musik) ist die organisatorische Einheit der Militärmusik der Schweizer Armee. Es ist verantwortlich für die Ausbildung der Kader und Soldaten der Militärmusik, sowie für den Einsatz der Rekrutenspiele, WK-Spiele und der Orchester des Schweizer Armeespiels.
Das Kompetenzzentrum gehört zum Lehrverband Infanterie und ist dem Kdo Ausbildung unterstellt. Das Komp Zen Mil Musik wird durch Oberst Philipp Wagner geführt.

## Rekrutenspiele
Jedes Jahr absolvieren rund 240 Rekruten ihre Rekrutenschule (RS) bei der Schweizer Militärmusik. Sie werden während 18 Wochen zu Trompetern, Tambouren oder Schlagzeugern ausgebildet. Alle Absolventen erhalten ein Instrumentaldiplom des Schweizer Blasmusikverbandes bzw. die Leiterkurszertifikate des Schweizerischen Tambouren- und Pfeifferverbandes (STPV). Sie werden in eines der WK-Spiele oder eine Formation des Schweizer Armeespiels eingeteilt.
Es gibt jährlich zwei Rekrutenspiele, nämlich eines zu jedem RS-Start, wobei es in der Winter-RS (Beginn im Januar) in einer Brass-Band-Besetzung und in der Sommer-RS (Start im Juni) in einer Harmonie-Besetzung geführt wird.

## WK-Spiele (Truppenspiele)
Jedes Truppenspiel trägt den Namen eines grossen Verbandes (Brigade oder Territorialregion; ohne Reserve-Verbände). Jährlich leisten die folgenden 11 WK-Spiele (6 Blasorchester (A) und 5 Brass Bands (B)) einen Wiederholungskurs (WK) von je drei Wochen:
- Mil Spiel Heer (A)
- Fanfare militaire brigade mécanisé 1 (A))
- Mil Spiel Mechanisierte Brigade 4 (A)
- Mil Spiel Mechanisierte Brigade 11 (A)
- Fanfare militaire région territoriale 1 (B)
- Mil Spiel Territorialregion 2 (B)
- Mil Spiel Territorialregion 3 (B)
- Mil Spiel Territorialregion 4 (B)
- Mil Spiel Logistikbrigade 1 (B)
- Mil Spiel Führungsunterstützungsbrigade 41 (A)
- Mil Spiel Luftwaffe (A)

## Schweizer Armeespiel
Die Orchester des Schweizer Armeespiels treten an nationalen und internationalen Veranstaltungen auf. Kommandant des Schweizer Armeespiels ist Oberst Philipp Wagner.
Die Besonderheiten dieser Formationen liegen zum einen im herausragenden musikalischen Niveau und zum anderen in den speziellen Galauniformen, welche jede Formation besitzt.
- Symphonisches Blasorchester (Leitung: Oberleutnant Gaudens Bieri (seit 2018); Philippe Monnerat (2013–2018); Philipp Wagner (1995–2013))
  - Swiss Army Strings
- Swiss Army Big Band (Leitung: Edgar Schmid (seit 2015); Johannes Walter (2012–2015); Pepe Lienhard (1995–2011)[1])
- Repräsentationsorchester
  - Swiss Army Central Band[2] (Leitung: Major Aldo Werlen[3])
  - Tambourformation (Leitung: Stabsadjutant Philipp Rütsche[4])
- Swiss Army Brass Band (Leitung: Hptm Philipp Werlen (seit 2018); Major Fabrice Reuse (2013–2018); Philippe Monnerat (2007–2013); Andreas Spörri[5] (1995–2007)[6])
- Swiss Army Concert Band (Leitung: vakant; Major Christoph Walter (2000–2012))